# Xeralictus bicuspidariae
Xeralictus bicuspidariae is een solitaire bij uit de familie Halictidae van vliesvleugelige insecten.   De wetenschappelijke naam van de soort is voor het eerst geldig gepubliceerd in 1995 door Snelling & Stage.